# Carrer Sant Magí, 56 (Igualada)
L'edifici del Carrer Sant Magí, 56 és una obra del municipi d'Igualada (Anoia) que forma part de l'Inventari del Patrimoni Arquitectònic de Catalunya.

## Descripció
En paraules del seu amo actual l'arquitecte es va lluir en la construcció de la façana exterior de la casa, on amb trets senzills però ben singulars aconsegueix dotar-la de força bellesa. Destaca el mur exterior de la finca acabat amb dents de castell medieval però aportant-hi un element molt característic del Modernisme: l'esglaona't, que tornem a trobar als arcs falsos que se situen a sobre de cada finestra del mur. Pel que fa a la façana de la casa destaca la suavitat de línies decoratives. El primer amo de la casa fou en Maurici Vic. En l'actualitat hi viu Jaume Conill i la seva família.